# Llocnou d'en Fenollet
Llocnou d'en Fenollet, en valencien et officiellement, (Lugar Nuevo de Fenollet en castillan), est une commune d'Espagne de la province de Valence dans la Communauté valencienne. Elle est située dans la comarque de la Costera et dans la zone à prédominance linguistique valencienne.

## Géographie

Localisation de Llocnou d'en Fenollet
dans la Communauté valencienne.
dans la comarque de la Costera.

### Localités limitrophes
Le territoire communal de Llocnou d'En Fenollet est voisin de celui des communes suivantes :
Barxeta, Genovés et Xàtiva, toutes situées dans la province de Valence.

## Démographie
| 1990 | 1992 | 1994 | 1996 | 1998 | 2000 | 2002 | 2004 | 2005 |
| ---- | ---- | ---- | ---- | ---- | ---- | ---- | ---- | ---- |
| 651  | 671  | 689  | 731  | 722  | 783  | 774  | 820  | 832  |

## Administration
Liste des maires, depuis les premières élections démocratiques.
| Législature | Nom du Maire          | Parti politique |
| ----------- | --------------------- | --------------- |
| 1979-1983   | José Sanfélix Gandia  | PSPV-PSOE       |
| 1983-1987   | José Sanfélix Gandia  | PSPV-PSOE       |
| 1987-1991   | José Sanfélix Gandia  | PSPV-PSOE       |
| 1991-1995   | José Sanfélix Gandia  | PSPV-PSOE       |
| 1995-1999   | José Sanfélix Gandia  | PSPV-PSOE       |
| 1999-2003   | Rafael Aguado Llopis  | PSPV-PSOE       |
| 2003-2007   | Francisco Sanz Ortega | PP              |
| 2007-2011   |                       |                 |

### Sources
- (es) Cet article est partiellement ou en totalité issu de l’article de Wikipédia en espagnol intitulé « Lugar Nuevo de Fenollet » (voir la liste des auteurs).
- (es) Varaciones de los municipios de España desde 1842, Ministerio de administraciones públicas, octobre 2008, 364 p. (lire en ligne) [PDF]